# Prenomi cechi
Questa voce raccoglie i prenomi tipici della lingua ceca, con eventuali varianti e l'equivalente in italiano, se esiste.

## A
Maschili
| Nome      | Varianti    | Corrispondente italiano |
| --------- | ----------- | ----------------------- |
| Adama     |             | Adamo                   |
| Adolfa    |             | Adolfo                  |
| Alberta   |             | Alberto                 |
| Alexandra | Aleš, Alexa | Alessandro              |
| Alexeja   | Aleš, Alexa | Alessio                 |
| Alfréda   |             | Alfredo                 |
| Aloisa    |             | Aloisio/Luigi           |
| Ambroža   |             | Ambrogio                |
| Antonína  |             | Antonino                |
| Arnošta   |             | Ernesto                 |
| Artura    |             | Arturo                  |
| Augustina |             | Agostino                |

Femminili
| Nome       | Varianti     | Corrispondente italiano |
| ---------- | ------------ | ----------------------- |
| Adélaa     |              | Adele                   |
| Adrianaa   |              | Adriana                 |
| Agátaa     |              | Agata                   |
| Albínaa    |              | Albina                  |
| Alenaa     |              | Alena                   |
| Alexandraa | Sandraa      | Alessandra              |
| Alicea     |              | Alice                   |
| Aloisiea   |              | Aloisia/Luisa           |
| Alžbětaa   | Eliškaa      | Elisabetta              |
| Amáliea    |              | Amalia                  |
| Anastáziea | Anastaziea   | Anastasia               |
| Andělaa    |              | Angela                  |
| Andreaa    |              | Andreina                |
| Anežkaa    |              | Agnese                  |
| Annaa      | Hana, Anetaa | Anna                    |
| Antoniea   |              | Antonia                 |
| Apolenaa   |              | Apollonia               |

## B
Maschili
| Nome        | Varianti   | Corrispondente italiano |
| ----------- | ---------- | ----------------------- |
| Bartoloměja |            | Bartolomeo              |
| Bedřicha    |            | Federico                |
| Benedikta   |            | Benedetto               |
| Benjamína   |            | Beniamino               |
| Bernarda    |            | Bernardo                |
| Blahoslava  |            |                         |
| Blažeja     |            | Biagio                  |
| Bohdana     |            |                         |
| Bohumila    |            |                         |
| Bohumíra    |            |                         |
| Bohuslava   |            |                         |
| Boleslava   |            | Boleslao                |
| Bonifáca    |            | Bonifacio               |
| Borisa      |            |                         |
| Bořivoja    | Bořeka     |                         |
| Břetislava  |            |                         |
| Bronislava  | Branislava | Bronislao               |
| Brunoa      |            | Bruno                   |

Femminili
| Nome        | Varianti | Corrispondente italiano |
| ----------- | -------- | ----------------------- |
| Barboraa    | Báraa    | Barbara                 |
| Beátaa      |          | Beata                   |
| Bedřiškaa   |          | Federica                |
| Bělaa       |          |                         |
| Berenikaa   |          | Berenice                |
| Bertaa      |          | Berta                   |
| Blankaa     |          | Bianca                  |
| Blaženaa    |          |                         |
| Bohdanaa    |          |                         |
| Bohumilaa   | Bohunkaa |                         |
| Bohumíraa   |          |                         |
| Bohuslavaa  | Bohunkaa |                         |
| Boleslavaa  |          |                         |
| Boženaa     |          |                         |
| Brigitaa    | Gitaa    | Brigida                 |
| Bronislavaa |          |                         |

## C
Maschili
| Nome     | Varianti | Corrispondente italiano |
| -------- | -------- | ----------------------- |
| Čestmíra |          |                         |
| Ctibora  |          |                         |
| Ctirada  |          |                         |
| Cyrila   |          | Cirillo                 |

Femminili
| Nome     | Varianti | Corrispondente italiano |
| -------- | -------- | ----------------------- |
| Cecíliea | Ceciliea | Cecilia                 |

## D
Maschili
| Nome       | Varianti | Corrispondente italiano |
| ---------- | -------- | ----------------------- |
| Dalibora   |          |                         |
| Dalimila   |          |                         |
| Damiána    |          | Damiano                 |
| Daniela    | Dana     | Daniele                 |
| Davida     |          | Davide                  |
| Denisa     |          | Dionigi                 |
| Dobromila  |          |                         |
| Dobroslava |          |                         |
| Dominika   |          | Domenico                |
| Drahomíra  |          |                         |
| Drahoslava |          |                         |
| Dušana     |          |                         |

Femminili
| Nome        | Varianti               | Corrispondente italiano |
| ----------- | ---------------------- | ----------------------- |
| Dagmara     | Dášaa                  |                         |
| Danielaa    | Dana, Danuše, Danuškaa | Daniela                 |
| Darinaa     |                        |                         |
| Darjaa      |                        | Daria                   |
| Denisaa     |                        | Dionisia                |
| Dianaa      |                        | Diana                   |
| Dobromilaa  |                        |                         |
| Dobroslavaa |                        |                         |
| Dominikaa   |                        | Domenica                |
| Dorotaa     |                        | Dorotea                 |
| Doubravkaa  |                        |                         |
| Drahomíraa  | Draha, Drahušea        |                         |
| Drahoslavaa |                        |                         |

## E
Maschili
| Nome     | Varianti | Corrispondente italiano |
| -------- | -------- | ----------------------- |
| Eduarda  | Edvarda  | Edoardo                 |
| Eliáša   | Iljaa    | Elia                    |
| Emanuela |          | Emanuele                |
| Emila    |          | Emilio                  |
| Erika    |          | Eric                    |
| Evžena   |          | Eugenio                 |

Femminili
| Nome     | Varianti               | Corrispondente italiano |
| -------- | ---------------------- | ----------------------- |
| Editaa   |                        | Editta                  |
| Elenaa   | Elen, Helena, Helenkaa | Elena                   |
| Emaa     |                        | Emma                    |
| Emíliea  | Emiliea                | Emilia                  |
| Erikaa   |                        | Erica                   |
| Estera   |                        | Ester                   |
| Evaa     |                        | Eva                     |
| Evelínaa |                        | Evelina                 |
| Evženiea |                        | Eugenia                 |

## F
Maschili
| Nome       | Varianti | Corrispondente italiano |
| ---------- | -------- | ----------------------- |
| Ferdinanda |          | Ferdinando              |
| Filipa     |          | Filippo                 |
| Floriána   |          | Floriano                |
| Františeka |          | Francesco               |

Femminili
| Nome       | Varianti | Corrispondente italiano |
| ---------- | -------- | ----------------------- |
| Františkaa |          | Francesca               |

## G
Maschili
| Nome     | Varianti | Corrispondente italiano |
| -------- | -------- | ----------------------- |
| Gabriela |          | Gabriele                |
| Gustava  |          | Gustavo                 |

Femminili
| Nome      | Varianti | Corrispondente italiano |
| --------- | -------- | ----------------------- |
| Gabrielaa |          | Gabriella               |
| Gertrudaa |          | Geltrude                |

## H
Maschili
| Nome     | Varianti | Corrispondente italiano |
| -------- | -------- | ----------------------- |
| Havela   |          | Gallo                   |
| Herberta |          | Erberto                 |
| Heřmana  |          | Ermanno                 |
| Horymíra |          |                         |
| Huberta  |          | Uberto                  |

Femminili
| Nome        | Varianti | Corrispondente italiano |
| ----------- | -------- | ----------------------- |
| Hedvikaa    |          | Edvige                  |
| Helgaa      |          | Elga                    |
| Hermínaa    |          | Erminia                 |
| Hildegardaa |          | Ildegarda               |

## I
Maschili
| Nome   | Varianti | Corrispondente italiano |
| ------ | -------- | ----------------------- |
| Ignáca |          | Ignazio                 |
| Igora  |          | Igor                    |
| Ivana  |          | Ivano                   |
| Ivoa   |          | Ivo                     |

Femminili
| Nome     | Varianti            | Corrispondente italiano |
| -------- | ------------------- | ----------------------- |
| Ilonaa   | Ilonkaa             |                         |
| Irenaa   | Irenkaa             | Irene                   |
| Ivaa     | Ivka, Iveta, Yvetaa | Iva                     |
| Ivanaa   | Iva, Ivka, Ivankaa  | Ivana                   |
| Ivonaa   | Yvonaa              | Yvonne                  |
| Izabelaa |                     | Isabella                |

## J
Maschili
| Nome      | Varianti             | Corrispondente italiano |
| --------- | -------------------- | ----------------------- |
| Jáchyma   |                      | Gioacchino              |
| Jakuba    | Jákoba               | Giacobbe/Giacomo        |
| Jana      | Janek, Hanuš, Honzaa | Giovanni                |
| Jarmila   |                      |                         |
| Jaromíra  | Jára, Jareka         |                         |
| Jaroslava | Jára, Jareka         |                         |
| Jeronýma  |                      | Girolamo                |
| Jindřicha | Hynek, Jindraa       | Enrico                  |
| Jiřía     | Juraja               | Giorgio                 |
| Jonáša    |                      | Giona                   |
| Josefa    |                      | Giuseppe                |
| Juliusa   |                      | Giulio                  |

Femminili
| Nome       | Varianti                                 | Corrispondente italiano |
| ---------- | ---------------------------------------- | ----------------------- |
| Janaa      | Johana, Johanka, Janka, Janička, Žanetaa | Giovanna                |
| Jarmilaa   |                                          |                         |
| Jaromíraa  | Jára, Jarka, Jaruškaa                    |                         |
| Jaroslavaa | Jára, Jarka, Jaruškaa                    |                         |
| Jasmínaa   |                                          | Gelsomina               |
| Jesikaa    |                                          | Jessica                 |
| Jindřiškaa | Jindraa                                  | Enrica                  |
| Jiřinaa    |                                          | Giorgia                 |
| Jolanaa    |                                          | Iolanda                 |
| Josefínaa  |                                          | Giuseppina              |
| Juditaa    | Jitka, Ditaa                             | Giuditta                |
| Juliea     |                                          | Giulia                  |
| Justýnaa   |                                          | Giustina                |

## K
Maschili
| Nome       | Varianti | Corrispondente italiano |
| ---------- | -------- | ----------------------- |
| Kajetána   |          | Gaetano                 |
| Kamila     |          | Camillo                 |
| Karela     |          | Carlo                   |
| Kašpara    |          | Gaspare                 |
| Kazimíra   |          | Casimiro                |
| Klementa   |          | Clemente                |
| Konráda    |          | Corrado                 |
| Kristiána  |          | Cristiano               |
| Kryštofa   |          | Cristoforo              |
| Květoslava |          |                         |
| Kvidoa     | Quidoa   | Guido                   |

Femminili
| Nome        | Varianti        | Corrispondente italiano |
| ----------- | --------------- | ----------------------- |
| Kamilaa     |                 | Camilla                 |
| Karlaa      |                 | Carla                   |
| Karolínaa   | Kájaa           | Carolina                |
| Kateřinaa   | Karin, Katkaa   | Caterina                |
| Kláraa      |                 | Chiara                  |
| Klaudiea    |                 | Claudia                 |
| Klotyldaa   |                 | Clotilde                |
| Kornéliea   |                 | Cornelia                |
| Kristýnaa   | Kristinaa       | Cristina                |
| Květoslavaa | Květa, Květušea |                         |

## L
Maschili
| Nome      | Varianti   | Corrispondente italiano |
| --------- | ---------- | ----------------------- |
| Ladislava | Vladislava | Ladislao                |
| Leopolda  |            | Leopoldo                |
| Leoša     |            | Leone                   |
| Libora    |            | Liberio                 |
| Lubomíra  |            |                         |
| Lubora    |            |                         |
| Luboša    |            |                         |
| Ludvíka   | Luděka     | Ludovico                |
| Lukáša    |            | Luca                    |
| Lumíra    |            |                         |

Femminili
| Nome       | Varianti       | Corrispondente italiano |
| ---------- | -------------- | ----------------------- |
| Ladaa      |                |                         |
| Ladislavaa | Vladislavaa    | Ladislava               |
| Lauraa     |                | Laura                   |
| Leaa       |                | Lia                     |
| Lenkaa     |                |                         |
| Leonaa     |                | Leona                   |
| Leontýnaa  |                | Leontina                |
| Liběnaa    |                |                         |
| Libušea    |                |                         |
| Lilianaa   |                | Liliana                 |
| Lindaa     |                | Linda                   |
| Liviea     |                | Livia                   |
| Ljubaa     |                |                         |
| Lubomíraa  |                |                         |
| Luciea     |                | Lucia                   |
| Ludmilaa   | Lidmila, Lídaa | Ludmilla                |
| Lydiea     | Lýdiea         | Lidia                   |

## M
Maschili
| Nome       | Varianti                  | Corrispondente italiano |
| ---------- | ------------------------- | ----------------------- |
| Marcela    |                           | Marcello                |
| Mareka     |                           | Marco                   |
| Mariána    | Mariana                   | Mariano                 |
| Martina    |                           | Martino                 |
| Matěja     | Matyáša                   | Mattia                  |
| Matouša    |                           | Matteo                  |
| Maxima     | Maxa                      | Massimo                 |
| Maxmiliána | Maxa                      | Massimiliano            |
| Mečislava  |                           |                         |
| Metoděja   |                           | Metodio                 |
| Michala    | Michaela                  | Michele                 |
| Mikulaa    | Mikuláš, Mikoláš, Nikolaa | Nicola                  |
| Milana     |                           |                         |
| Miloslava  | Miloša                    |                         |
| Miroslava  | Mireka                    | Miroslavo               |
| Mojmíra    |                           |                         |
| Mstislava  |                           |                         |

Femminili
| Nome       | Varianti                    | Corrispondente italiano |
| ---------- | --------------------------- | ----------------------- |
| Magdalénaa | Magdalena, Magda, Madlenkaa | Maddalena               |
| Mahulenaa  |                             |                         |
| Marcelaa   |                             | Marcella                |
| Margitaa   | Markéta, Gitaa              | Margherita              |
| Marianaa   |                             | Mariana                 |
| Mariea     | Maja, Marika, Mášaa         | Maria                   |
| Marinaa    |                             | Marina                  |
| Martaa     |                             | Marta                   |
| Martinaa   |                             | Martina                 |
| Matyldaa   |                             | Matilde                 |
| Melániea   |                             | Melania                 |
| Michalaa   | Michaela, Míšaa             | Michela                 |
| Mílaa      |                             |                         |
| Miladaa    |                             |                         |
| Milenaa    |                             | Milena                  |
| Miloslavaa |                             |                         |
| Milušea    | Miluškaa                    |                         |
| Miriama    |                             | Miriam                  |
| Miroslavaa | Mirkaa                      | Miroslava               |
| Monikaa    |                             | Monica                  |

## N
Maschili
Femminili
| Nome     | Varianti      | Corrispondente italiano |
| -------- | ------------- | ----------------------- |
| Naděždaa | Naďaa         |                         |
| Natáliea |               | Natalia                 |
| Natašaa  |               | Natascia                |
| Nikolaa  | Nikol, Nicola | Nicoletta               |
| Ninaa    |               | Nina                    |
| Noemia   |               | Noemi                   |

## O
Maschili
| Nome     | Varianti | Corrispondente italiano |
| -------- | -------- | ----------------------- |
| Oldřicha |          | Ulrico                  |
| Olivera  |          | Oliviero                |
| Ondřeja  | Andreja  | Andrea                  |
| Oskara   |          | Oscar                   |
| Otakara  | Otokara  | Odoacre                 |
| Otmara   |          | Audomaro                |
| Otoa     | Otaa     | Oddone                  |

Femminili
| Nome      | Varianti | Corrispondente italiano |
| --------- | -------- | ----------------------- |
| Oldřiškaa |          | Ulrica                  |
| Olgaa     |          | Olga                    |
| Olíviea   | Oliviea  | Olivia                  |

## P
Maschili
| Nome     | Varianti            | Corrispondente italiano |
| -------- | ------------------- | ----------------------- |
| Patrika  |                     | Patrizio                |
| Pavela   |                     | Paolo                   |
| Petra    | Petřík, Péťa, Peťaa | Pietro                  |
| Přemysla | Přemeka             |                         |
| Prokopa  |                     | Procopio                |

Femminili
| Nome      | Varianti              | Corrispondente italiano |
| --------- | --------------------- | ----------------------- |
| Patriciea |                       | Patrizia                |
| Pavlaa    |                       | Paola                   |
| Pavlínaa  |                       | Paolina                 |
| Petraa    | Petruška, Péťa, Peťaa | Pietra                  |

## R
Maschili
| Nome       | Varianti      | Corrispondente italiano |
| ---------- | ------------- | ----------------------- |
| Radkoa     | Radek, Radima |                         |
| Radomila   |               |                         |
| Radomíra   |               |                         |
| Radoslava  |               |                         |
| Radovana   |               |                         |
| Radúza     |               |                         |
| Řehořa     |               | Gregorio                |
| Renéa      |               | Renato                  |
| Richarda   |               | Riccardo                |
| Roberta    | Robina        | Roberto                 |
| Romana     |               | Romano                  |
| Rostislava |               |                         |
| Rudolfa    |               | Rodolfo                 |

Femminili
| Nome       | Varianti | Corrispondente italiano |
| ---------- | -------- | ----------------------- |
| Radkaa     | Radanaa  |                         |
| Radomilaa  | Radmilaa |                         |
| Radomíraa  |          |                         |
| Radoslavaa |          |                         |
| Radovanaa  |          |                         |
| Rebekaa    |          | Rebecca                 |
| Reginaa    | Regínaa  | Regina                  |
| Renátaa    | Renataa  | Renata                  |
| Romanaa    |          | Romana                  |
| Rozáliea   |          | Rosalia                 |
| Rozáriea   |          | Rosaria                 |
| Rúta       |          | Rut                     |
| Růženaa    |          |                         |

## S
Maschili
| Nome       | Varianti              | Corrispondente italiano |
| ---------- | --------------------- | ----------------------- |
| Samuela    |                       | Samuele                 |
| Sebastiána | Sebastian, Šebestiána | Sebastiano              |
| Sergeja    |                       | Sergio                  |
| Silvestra  |                       | Silvestro               |
| Šimona     |                       | Simone                  |
| Sláveka    |                       |                         |
| Slavomíra  |                       |                         |
| Soběslava  |                       |                         |
| Stanislava |                       | Stanislao               |
| Štěpána    |                       | Stefano                 |
| Svatomíra  |                       |                         |
| Svatopluka |                       |                         |
| Svatoslava |                       |                         |

Femminili
| Nome        | Varianti       | Corrispondente italiano |
| ----------- | -------------- | ----------------------- |
| Sabinaa     |                | Sabina                  |
| Sáraa       |                | Sara                    |
| Šárkaa      |                |                         |
| Šarlotaa    |                | Carlotta                |
| Silviea     | Sylva, Sylviea | Silvia                  |
| Šimonaa     | Simonaa        | Simona                  |
| Slavěnaa    |                |                         |
| Slávkaa     |                |                         |
| Slavomíraa  |                |                         |
| Soňaa       |                | Sonia                   |
| Stanislavaa | Stáňaa         | Stanislava              |
| Stelaa      |                | Stella                  |
| Štěpánkaa   |                | Stefania                |
| Svatavaa    |                |                         |
| Svatoslavaa |                |                         |
| Světlanaa   |                |                         |

## T
Maschili
| Nome    | Varianti | Corrispondente italiano |
| ------- | -------- | ----------------------- |
| Tadeáša |          | Taddeo                  |
| Teodora | Theodora | Teodoro                 |
| Tibora  |          | Tiburzio                |
| Tobiáša |          | Tobia                   |
| Tomáša  |          | Tommaso                 |

Femminili
| Nome    | Varianti | Corrispondente italiano |
| ------- | -------- | ----------------------- |
| Tamaraa |          | Tamara                  |
| Taťánaa | Táňaa    | Tatiana                 |
| Terezaa | Tereziea | Teresa                  |

## U
Maschili
| Nome   | Varianti | Corrispondente italiano |
| ------ | -------- | ----------------------- |
| Urbana |          | Urbano                  |

Femminili

## V
Maschili
| Nome        | Varianti          | Corrispondente italiano |
| ----------- | ----------------- | ----------------------- |
| Václava     | Věnceslav, Vašeka | Venceslao               |
| Valentýna   | Valentina         | Valentino               |
| Vavřineca   |                   | Lorenzo                 |
| Vendelína   |                   | Vendelino               |
| Věroslava   |                   |                         |
| Viktora     |                   | Vittorio                |
| Viléma      |                   | Guglielmo               |
| Vincenca    | Čeněka            | Vincenzo                |
| Víta        | Víteka            | Vito                    |
| Vítězslava  |                   |                         |
| Vladana     |                   |                         |
| Vladimíra   |                   | Vladimiro               |
| Vlastislava | Vlastaa           |                         |
| Vlastimila  | Vlastaa           |                         |
| Vojtěcha    | Vojtaa            |                         |
| Vratislava  |                   |                         |

Femminili
| Nome        | Varianti                       | Corrispondente italiano |
| ----------- | ------------------------------ | ----------------------- |
| Václavaa    | Věnceslava, Vendula, Vendulkaa | Venceslava              |
| Valentýnaa  |                                | Valentina               |
| Valériea    | Valeriea                       | Valeria                 |
| Vandaa      |                                | Wanda                   |
| Vanesaa     |                                | Vanessa                 |
| Venušea     |                                | Venere                  |
| Věraa       |                                | Vera                    |
| Veronikaa   |                                | Veronica                |
| Věroslavaa  |                                |                         |
| Viktoriea   |                                | Vittoria                |
| Vilemínaa   |                                | Guglielmina             |
| Vilmaa      |                                | Vilma                   |
| Violaa      |                                | Viola                   |
| Vítězslavaa |                                |                         |
| Vladanaa    | Vladěnaa                       |                         |
| Vladimíraa  |                                | Vladimira               |
| Vlastimilaa | Vlastaa                        |                         |
| Vratislavaa |                                |                         |

## X
Maschili
Femminili
| Nome   | Varianti | Corrispondente italiano |
| ------ | -------- | ----------------------- |
| Xeniea |          | Xenia                   |

## Z
Maschili
| Nome     | Varianti | Corrispondente italiano |
| -------- | -------- | ----------------------- |
| Záviša   |          |                         |
| Zbyhněva | Zbyněka  |                         |
| Zdeněka  |          |                         |
| Zdislava |          |                         |
| Zikmunda |          | Sigismondo              |

Femminili
| Nome      | Varianti        | Corrispondente italiano |
| --------- | --------------- | ----------------------- |
| Zdeňkaa   | Zdenka, Zdenaa  |                         |
| Zdislavaa |                 |                         |
| Zitaa     |                 | Zita                    |
| Zlataa    |                 |                         |
| Zlatušea  |                 |                         |
| Zoea      |                 | Zoe                     |
| Žofiea    | Sofiea          | Sofia                   |
| Zoraa     | Zorkaa          |                         |
| Zuzanaa   | Zuzanka, Zuzkaa | Susanna                 |